# 中谷真一
中谷 真一（なかたに しんいち、1976年9月30日 - ）は、日本の政治家。自由民主党所属の衆議院議員（5期）、自由民主党国会対策副委員長、自由民主党総務。
経済産業副大臣兼内閣府副大臣、外務大臣政務官等を歴任。

## 略歴
大阪府寝屋川市生まれ（現住所は山梨県韮崎市一ツ谷）。甲府市立北西中学校、山梨県立甲府第一高等学校を経て、2000年に防衛大学校（第44期）を卒業。防衛大学校在学中はラグビー部に所属。陸上自衛隊幹部候補生学校卒業後、陸上自衛隊第一空挺団に配属される。
2010年8月に一等陸尉をもって退官。民間企業を経て、同年10月に参議院議員・佐藤正久の秘書になる。
2011年、自由民主党衆議院山梨県第三選挙区支部長に就任。
2012年の第46回衆議院議員総選挙に、山梨3区から自民党公認で出馬。民主党前職の後藤斎に172票差で敗れたが、比例南関東ブロックで復活し初当選した。1期目在任中は党政策調査会国防部会の副部会長などを務めた。
2013年には選出選挙区である山梨3区が選挙制度改革を目的とした公職選挙法改正（0増5減）の区割り改定で全域が山梨1区に組み込まれ消失した。山梨1区には既に党所属候補者として宮川典子がいたため、山梨県内の選挙区割りについて自民党は2009年を最後に廃止していた小選挙区と比例代表の候補を選挙ごとに入れ替える「コスタリカ方式」の復活を決めた。これにより2014年の第47回衆議院議員総選挙に際しては、中谷を比例南関東ブロックの単立優遇1位とし、再選した（なお、自民党は同選挙において同ブロックで8議席を獲得、小選挙区での当選と合わせて擁立した前職全員が再選した）。
2017年の第48回衆議院議員総選挙には山梨1区から出馬し、中島克仁に1,131票の僅差で敗れるも、比例復活で3選を果たした。
2019年9月13日、 第4次安倍第2次改造内閣で外務政務官に就任。
2021年の第49回衆議院議員総選挙は前回同様山梨1区から出馬。前回敗れた中島克仁に7,102票差をつけ、3度目の挑戦で初めて小選挙区で勝利した。
2024年9月12日、自民党総裁選挙が告示され、旧茂木派からは会長の茂木敏充と加藤勝信の2人が立候補した。石破茂、高市早苗、小泉進次郎の3人が競り合う構図が固まった終盤、麻生太郎は9月25日に茂木と「反石破」での連携を確認し、茂木派議員の一部も取り込んだ。9月27日総裁選執行。高市が得票数1位で決選投票へ進むも、岸田文雄首相の後押しを受けた石破に敗れた。中谷は1回目の投票では茂木に投じた。決選投票については、テレビ山梨の取材に対し、投票先を公表しなかった。
2024年の第50回衆議院議員総選挙には山梨1区から出馬し、中島克仁に敗れるも、比例復活で5選。

## 政策・主張

### 憲法改正
- 憲法改正に賛成[19]。
- 集団的自衛権の行使を禁じた政府の憲法解釈を見直すことに賛成[19]。

### 安全保障・治安
- 自衛隊日報の情報公開請求について、海外では軍事に関する文書は一定期間は完全不開示とし、数十年後に開示するのに対し自衛隊の日報は、他省庁の行政文書と同等に扱われ情報公開がされている現状に対し、危機管理上の問題を提起[20][21]。
- 日本の核武装について今後の国際情勢によっては検討すべきだとしている[19]。

### 地域経済・地域振興
- 山梨県などで工事中のリニア整備に関し、住宅地への配慮が必要[22][23]

### エネルギー政策
- 原子力規制委員会の新基準を満たした原発は再開すべきとしている[19]。

### 家族制度
- 2017年の朝日新聞によるアンケートにおいて、選択的夫婦別姓制度導入について、どちらかと言えば反対、としている[24]。

### その他
- 2012年の時点で、日本のTPP参加に反対[19]。
- 教育委員会制度、教科書検定、採択制度の見直しに賛成[要出典]。
- 国会議員、国家公務員の削減に賛成[要出典]。
- 女性宮家の創設に反対[19]。

## 人物

### 旧統一教会との関係
ジャーナリストの鈴木エイトが作成した「旧統一教会関連団体と関係があった現職国会議員168人」によれば、旧統一教会関連団体との関係について、2019年に教団系の自転車イベント「ピースロード山梨2019」に来賓出席しており、2020年にも「ピースロード山梨2020」に出席していたとされる。

## 所属団体・議員連盟
- 自民党たばこ議員連盟[26]
- 日本会議国会議員懇談会[27]
- 神道政治連盟国会議員懇談会[27]
- みんなで靖国神社に参拝する国会議員の会[27]
- ラグビーワールドカップ2019日本大会成功議員連盟 - 事務局長
- 日本の印章制度・文化を守る議員連盟（事務局長）[28][29]

## 選挙歴
| 当落 | 選挙                   | 執行日         | 年齢 | 選挙区             | 政党       | 得票数     | 得票率 | 定数 | 得票順位 /候補者数 | 政党内比例順位 /政党当選者数 |
| ---- | ---------------------- | -------------- | ---- | ------------------ | ---------- | ---------- | ------ | ---- | ------------------ | ---------------------------- |
| 比当 | 第46回衆議院議員総選挙 | 2012年12月16日 | 36   | 山梨県第3区        | 自由民主党 | 5万190票   | 33.27% | 1    | 2/4                | 1/6                          |
| 当   | 第47回衆議院議員総選挙 | 2014年12月14日 | 38   | 比例南関東ブロック | 自由民主党 |            | %      | 22   | /                  | 1/8                          |
| 比当 | 第48回衆議院議員総選挙 | 2017年10月22日 | 41   | 山梨県第1区        | 自由民主党 | 10万5876票 | 43.87% | 1    | 2/4                | 2/8                          |
| 当   | 第49回衆議院議員総選挙 | 2021年10月31日 | 45   | 山梨県第1区        | 自由民主党 | 12万5325票 | 50.46% | 1    | 1/3                | /                            |
| 比当 | 第50回衆議院議員総選挙 | 2024年10月27日 | 48   | 山梨県第1区        | 自由民主党 | 9万9129票  | 42.48% | 1    | 2/4                | 2/7                          |